# Harald Vlugt
Nicolaas Jozef Harald Vlugt (Bergen (Noord-Holland), 22 maart 1957) is een Nederlands beeldhouwer, collagist, schrijver en graficus. Zijn kunst bevindt zich in de collecties van 19 Nederlandse musea. Sinds twaalf jaar runt hij de 1-docents Kunstacademie Beeldproeverij waar hij cursisten begeleid in het maken van collages. Vlugt woont en werkt samen met zijn partner Summer in zijn studio in een oude distilleerderij van Bols midden in de Amsterdamse Jordaan.
Leven en werk                                                                                                                     Direct na het voltooien van zijn kunstopleiding in Amsterdam in 1981 was Vlugt een van de organisatoren van de alternatieve galerie Aorta in het oude NRC-gebouw in de binnenstad van Amsterdam. Twee tot drie jaar vormde Vlugt met Aldert Mantje een kunstenaarsduo. Vanaf 1983 maakten ze beiden de overstap naar het 'officiële' circuit en traden toe tot de succesvolle en avantgardistische galerie The Livingroom in Amsterdam. In 1987 exposeerde het duo ter afsluiting van hun samenwerking met een groot museumoverzicht 'Gute Kameraden' in alle zalen van het toenmalige Museum Fodor in Amsterdam.
In 1985 ontving Vlugt een reisbeurs voor New York, waar hij een half jaar woonde, werkte en exposeerde, onder andere bij galerie Germans van Eck op West Broadway 420. In 1986 verliet hij galerie The Livingroom en exposeerde sindsdien bij galerie Nikki Diana Marquardt op de Place des Voges in Parijs. Nadat ze haar galerie stopte stapte hij over naar Galeria Saro Leon in Las Palmas, Gran Canaria. In 2017 vindt zijn solo-expositie 'Comida para los ojos' plaats.  In 1987 exposeerde hij in Montreal in de expositie 'Out of Holland' in het belangrijkste museum van Canada, het Musée d'art contemporain de Montréal. Ook had hij een grote soloshow in het Centre d'Art Plastique in Lyon. In 1988 toonde hij sculpturen op de tentoonstelling 'La Giovane Scultura Olandese' als onderdeel van de Biennale van Venetië. In 1989 vertegenwoordigt Vlugt Nederland op de Biënnale van Barcelona (Joves Creadors Europeus) Beide Biënnales gaven direct meer mogelijkheden tot samenwerking met internationale musea en galeries. 
In de jaren daarna exposeerde Vlugt veelvuldig in internationale musea en galeries, woonde en werkte langere tijd in onder meer São Paulo, New York, Caïro, Oranjestad, Auckland, Trinidad, West Indies, en woonde een jaar in het Van Doesburghuis in Parijs. In 1994 won hij de eerste prijs van de Nationale Grafiekprijs en de vierde Belgische Grafische Industrieprijs, en zat hij bij de wereld-selectie van twintig kunstenaars voor de prestigieuze Senefelder Preis, Düsseldorf. In 1994 vond ook zijn grote solo-expositie 'Senses of Reality' plaats in het Stedelijk Museum Schiedam. Later reisde deze  expositie door naar twee Parijse musea. Van 1995-2002 voerde Vlugt een grote opdracht uit op de locatie van het voormalige Ajax-stadion in de Watergraafsmeer, waaronder de Middenstip. Dit project deed hij deels samen met de Schotse beeldhouwer David Mach. In totaal maakten ze achttien verschillende keramische kunstwerken waarvan drie van 36 meter hoog. In 2002 was Vlugt gasthoogleraar Beeldhouwen aan de Koninklijke Academie voor Schone Kunsten in Antwerpen. Vanaf 2003 maakte hij veel beeld bij polemische verhalen in NRC Handelsblad, waarvoor hij gebruik maakte van zijn half miljoen beelden tellende analoge archief.
2 en 3 Dimensionale kunst
In 1994 ontwierp en produceerde Vlugt alle sculpturen en ornamenten voor de Oranje Zael van het (copie) het Paleis Huis ten Bosch in het Japanse Nagasaki. Rob Scholte maakte een 1200 m² grote wandschildering in dezelfde zaal. Simon Levie, oud-directeur van het Rijks Museum, was adviseur voor dit vijfjarenproject. 
Vanaf 2003 werkt Vlugt ook aan twee- en driedimensionale kunstwerken voor de drie grootste cruiseschip-maatschappijen. Voor de Queen Mary 2 (Carnaval Cruises) maakte hij zes kunstwerken, waaronder het majestueuze grote theatergordijn voor het grootste theater op het schip. Voor de Freedom of the Seas (Royal Caribbean), het grootste cruiseschip ter wereld, maakte hij onder meer grote sculpturale kroonluchters voor de hoofdesplanade op het schip. Voor de Nieuw Amsterdam (Holland-Amerika Lijn) maakte hij in 2009 het meest prominente kunstwerk op het schip. De collage Nieuw Amsterdam is een twee bij zeven meter grote met de hand beschilderde collage, waarbij Vlugt speelt met het beeld van de New Yorkse skyline gezien vanuit New Jersey. De contouren van de honderden gebouwen van Manhattan zijn hedendaags, alleen zijn de honderden gebouwen samengesteld en opgebouwd uit duizenden afbeeldingen van zeventiende- en achttiende-eeuwse kasten en meubels. De kasten dienen als metafoor voor alle nationaliteiten die toen maar ook nu neerstrijken op Manhattan. Op de voorgrond, in de Hudsonriver, zien we een 'zeeslag' van ruim vierhonderd verschillende schepen uit alle werelddelen en tijden.
In 2017 was de onthulling van Vlugts 25 meter lange bronzen NAVO-monument in Brunssum, NL in aanwezigheid van Koning Willem en 7.000 militairen uit alle NAVO-landen. 
In 2024 verscheen bij 99Uitgevers Vlugt's oeuvreboek 'Explosition'  Een hardcover-boek met 160 pagina's. Een overzicht van 43 jaar kunstenaarschap, wonend, werkend en exposerend in 5 werelddelen.
Proza en poëzie vs collage.                                                                                                                                                                     Vlugt werkt veel samen met schrijvers, waarbij hij op poëzie en proza reageert met collage-beeld. In 2001-2002 vormde hij met dichter Pieter Boskma het duo De Winterschilders; een jaar lang maakten zij elke maand een dubbele pagina erotische poëzie met beeld in Playboy. In 2008 verscheen bij Uitgeverij 99 het boek Totok 2 met poëzie van Adriaan van Dis en collages van Harald Vlugt. In 2015 verscheen bij Uitgeverij 99 het boek Voor en na het meesterwerk met poëzie van Joost Zwagerman en beeld van Harald Vlugt. In 2016 maakte Vlugt prenten voor  de speciale editie van de laatste gedichtenbundel van Joost Zwagerman Wakend over god.  In 2025 start Vlugt een 3e samenwerkings-boek 'Mijn Kust' met schrijver Adriaan van Dis. Van Dis schrijft proza over zijn vroegste jeugdherinneringen in Bergen aan Zee, Vlugt reageert met collage-beeld. Uitgeverij; Contact, Amsterdam. In 2023-2024 schrijft Vlugt zelf het boek ‘Vlugtroute’, (Kunst en andere avonturen) omdat hij het al zo lang van plan was om het op te tekenen en opdat deze verhalen anders zouden vervliegen in het niets. Omdat hij het mijn zonen Max en Marijn en mijn geliefde Summer mee wil geven opdat zij weten wat hij uitspookte en beleefde toen hij zo oud was als zij nu. Geschreven in de talloze nachten dat hij niet langer kon slapen dan drie uur door medicijnen. Het zijn geen ‘sterke verhalen’, niet aangedikt of overdreven. Dat was niet nodig, deze belevenissen zijn al surreëel genoeg van zichzelf. Vanaf zijn vroege jeugd is hij altijd al gefocust geweest op letterlijk en figuurlijk zijn horizon te verbreden. Eerst ging het om de ervaring van het reizen zelf. Later heeft zijn kunst hem al met al in alle vijf werelddelen doen belanden en heeft me deze kleurrijke kleurrijke avonturen doen beleven. Deze verhalen zijn waarschijnlijk doordrenkt met zijn die hard ‘manisch optimisme’ Veel verhalen gaan op een of andere manier over het verschil tussen kijken en zien. Kunst gepositioneerd als avontuur. Deze drieënzeventig verhalen en deze vijftig jaar Kunst en andere avonturen hebben zijn leven en zijn kunst verrijkt als het kussen van de vierde dimensie.                                                   
Begin 2025 begint Vlugt een derde samenwerkingsboek met schrijver Adriaan van Dis. In het grote oblong hardcover boek 'Mijn Kust' schrijft Adriaan van Dis verhalen over zijn vroegste jeugdherinneringen in Bergen aan Zee. Vlugt reageert met beeld (collage/mixed media) Uitgeverij; Contact, Amsterdam. Het boek zal gepresenteerd worden op de 80e verjaardag van van Dis op 16 December 2026, tijdens een van Dis/Vlugt expositie in Museum Kranenburgh in Bergen (NH)   